# یانگ مینگ
شرکت ترابری دریایی یانگ مینگ (به چینی: 陽明海運股份有限公司) یک شرکت کشتیرانی است که در کیلانگ تایوان قرار دارد. این خطوط ترابری در سال ۱۹۷۲ تأسیس شد اما از طریق ادغام آن با شرکت ناوبری چینی مرچنت استیم که متعلق به دودمان چینگ (سال‌های ۱۸۷۲ تا ۱۹۹۵) است، دارای پیوندهای تاریخی است. یانگ مینگ دارای ۸۴ کشتی کانتینری و ۱۷ کشتی فله‌بر است.

## خدمات
شرکت یانگ مینگ دارای خدمات مختلفی در عرصه ترابری دریایی می‌باشد.
- شرکت یانگ مینگ به ارائه خدمات ترابری کانتینر در سراسر آسیا، اروپا، آمریکا و استرالیا می‌پردازد.
- شرکت کشتیرانی کوآنگ مینگ خدمات ترابری کالاهای فله را انجام می‌دهد. این شرکت به صورت عمده از کشتی فله‌بر پاناماگذر برای حمل مواد معدنی استفاده می‌کند.
- یانگ مینگ دارای پایانه‌هایی در بنادر مختلف جهان از جمله لس آنجلس در ایالات متحده آمریکا، روتردام در هلند، انتورپ در بلژیک و کیلانگ در تایوان است.
- شرکت لجستیک یس به ارائه خدمات تدارکاتی با دفاتری در تایپه، شانگهای، شنزن، ژانگشن، شیمان، نینگبو، تیانجین، ووهان و هنگ کنگ می‌پردازد.

## افتخارات
شرکت یانگ مینگ دارای جوایز مختلفی در عرصه ترابری دریایی شده‌است.

### ۲۰۱۶
- جایزه بهترین خط کشتیرانی
- برنده جایزه ۱۰ شرکت کانتینری جهان از لحاظ رضایت‌مندی
- برنده جایزه جهانی آسیا در زمینه ترابری و زنجیره تأمین آسیا

### ۲۰۱۵
- برنده یازدهمین جشنواره صنایع باربری چین
- برنده جشنواره دایره آبی
- برنده جایزه ای مثبت در دوازدهمین سیستم رتبه‌بندی شفافیت اطلاعات و افشای اطلاعات